# فهرست آثار ملی شهرستان شیروان
شهرستان شیروان یکی از شهرستان‌های استان خراسان شمالی در شمال شرق ایران است.

## آثار ثبت‌شده
| ردیف | نام اثر                      | نگاره          | دیرینگی                          | موقعیت                                                                                   | شمارهٔ ثبت | تاریخ ثبت  | منبع  |
| ---- | ---------------------------- | -------------- | -------------------------------- | ---------------------------------------------------------------------------------------- | --------- | ---------- | ----- |
| ۱    | دوین‌تپه                      | بارگذاری تصویر | از هزاره ۵ تا هزاره ۳ ق‌م و یک ق‌م | ۴ کیلومتری جنوب جاده شیروان به قریه ذوین                                                 | ۶۹۷       | ۱۳۴۶/۰۱/۲۳ | [ ۱ ] |
| ۲    | تپه گبرخانه                  | بارگذاری تصویر | اشکانی (پارت) ـ ساسانی           | غرب دهکده دروین                                                                          | ۶۹۸       | ۱۳۴۶/۰۱/۲۳ | [ ۲ ] |
| ۳    | تپه برزل‌آباد                 |                | هزاره یک ق‌م                      | ۲ کیلومتری قریه برزل آباد                                                                | ۶۹۹       | ۱۳۴۶/۰۱/۲۳ |       |
| ۴    | تپه ارگ شیروان               |                | پیش از تاریخ ـ اسلامی            | جنوب غربی شهر                                                                            | ۷۰۳       | ۱۳۴۶/۰۱/۲۳ |       |
| ۵    | امامزاده حمزه رضا/ گور تیمور |                | تیموریان                         | دهکده زیارت مجاور بقعه امامزاده حمزه                                                     | ۷۰۴       | ۱۳۴۶/۰۱/۲۳ |       |
| ۶    | تپه ماسوره                   |                | اسلامی                           | ۴ کیلومتری غرب روستای زیارت، امامزاده حمزه رضا                                           | ۷۰۵       | ۱۳۴۶/۰۱/۲۳ |       |
| ۷    | تپه زیارت                    |                | اسلامی                           | ۲ کیلومتری غرب آبادی زیارت                                                               | ۷۰۶       | ۱۳۴۶/۰۱/۲۳ |       |
| ۸    | آرامگاه چهار تاقی            |                | تیموریان                         | ۶ کیلومتری شهرستان شیروان، دو کیلومتری روستای زیارت                                      | ۴۸۰۸      | ۱۳۸۰/۱۲/۱۹ |       |
| ۹    | حمام روستای پیرشهید          |                | قاجاریه                          | ۴ کیلومتری جنوب شرقی شهر شیروان، روستای پیر شهید                                         | ۸۹۴۲      | ۱۳۸۲/۰۳/۱۰ |       |
| ۱۰   | تپه باستانی استقلال          |                | هزاره دوم و هزاره اول ق. م       | شمال غرب شهر شیروان، انتهای خیابان استقلال                                               | ۸۹۵۲      | ۱۳۸۲/۰۳/۱۰ |       |
| ۱۱   | تپه یانی قلعه چوکانلو        |                | پیش از تاریخ ـ تاریخی ـ اسلامی   | شهرستان شیروان، بخش سرحد، دهستان تکمران، روستای چوکانلو                                  | ۹۲۴۲      | ۱۳۸۲/۰۴/۲۴ |       |
| ۱۲   | قلعه تیموری                  |                | تیموریان                         | شهرستان شیروان، بخش مرکزی، دهستان زیارت، روستای قلعه زو                                  | ۱۰۱۷۸     | ۱۳۸۲/۰۶/۲۳ |       |
| ۱۳   | محوطه شهربند                 |                | ساسانی                           | شهرستان شیروان، بخش مرکزی، دهستان حومه، روستای خرم‌آباد                                   | ۱۶۵۸۵     | ۱۳۸۵/۰۸/۲۷ |       |
| ۱۴   | تپه خرم‌آباد                  |                | تاریخی تا قرن ۶ و ۷ ه‍.ق           | شهرستان شیروان، بخش مرکزی، دهستان حومه، روستای خرم آّباد                                  | ۱۶۵۸۷     | ۱۳۸۵/۰۸/۲۷ |       |
| ۱۵   | گمرک تپه حسین‌آباد            |                | قرون یک تا ۵ ه‍.ق                  | شهرستان شیروان، بخش مرکزی، دهستان زوارم، روستای حسین‌آباد                                 | ۱۷۰۸۶     | ۱۳۸۵/۱۱/۰۸ |       |
| ۱۶   | گمرک تپه                     |                | قرون یک تا ۵ ه‍.ق                  | شهرستان شیروان، بخش مرکزی، دهستان زوارم، روستای حسین‌آباد                                 | ۱۷۳۸۳     | ۱۳۸۵/۱۱/۲۳ |       |
| ۱۷   | تپه امام بیگان               |                | ساسانی                           | شهرستان شیروان، بخش مرکزی، دهستان زیارت، ۵۰۰ م جنوب شرقی روستای بیگان                    | ۱۷۳۸۶     | ۱۳۸۵/۱۲/۰۶ |       |
| ۱۸   | تپه گلورتپه                  |                | ساسانی                           | شهر شیروان، انتهای بلوار فجر                                                             | ۱۹۶۹۷     | ۱۳۸۶/۰۶/۲۸ |       |
| ۱۹   | تپه قره غازان                |                | اشکانی ـ ساسانی                  | شهرستان شیروان، بخش مرکزی، دهستان زوارم، دو کیلومتری شرق روستای حسین‌آباد                 | ۲۱۲۲۳     | ۱۳۸۶/۱۱/۳۰ |       |
| ۲۰   | غارهای هنامه                 |                | قرن ۵–۴ه‍.ق                        | شهرستان شیروان، بخش مرکزی، دهستان سیوکانلو، جنوب شرقی روستای هنامه (رحیم آباد)           | ۲۲۲۱۴     | ۱۳۸۶/۱۲/۲۶ |       |
| ۲۱   | آق‌تپه                        |                | نوسنگی ـ مفرغ                    | شهرستان شیروان، بخش مرکزی، دهستان زیارت، روستای توده                                     | ۲۳۰۹۶     | ۱۳۸۷/۰۵/۰۲ |       |
| ۲۲   | تپه علی                      |                | اشکانی                           | شهرستان شیروان، بخش مرکزی، دهستان زیارت، دو کیلومتری جنوب روستای قلجق                    | ۲۳۰۹۷     | ۱۳۸۷/۰۵/۰۲ |       |
| ۲۳   | تپه الدریه                   |                | ساسانی                           | شهرستان شیروان، بخش مرکزی، دهستان حومه، ۳ کیلومتری جنوب روستای باغان                     | ۲۳۱۰۸     | ۱۳۸۷/۰۵/۰۲ |       |
| ۲۴   | تپه دوگر                     |                | اشکانی                           | شهرستان شیروان، بخش مرکز ی، دهستان سیوکانلو، ۵۰۰ م شرق روستای زیرکوه                     | ۲۳۱۰۹     | ۱۳۸۷/۰۵/۰۲ |       |
| ۲۵   | تپه جلگه                     |                | اشکانی                           | شهرستان شیروان، بخش مرکزی، دهستان حومه، یک کیلومتری جنوب روستای سکه                      | ۲۳۱۱۰     | ۱۳۸۷/۰۵/۰۲ |       |
| ۲۶   | تپه قلعچه                    |                | ساسانی ـ قرون اولیه اسلامی       | شهرستان شیروان، بخش مرکزی، دهستان گلیان، ۵۰۰ م شمال روستای تنسوان                        | ۲۳۱۱۱     | ۱۳۸۷/۰۵/۰۲ |       |
| ۲۷   | تپه گند دره                  |                | اشکانی                           | شهرستان شیروان، بخش مرکزی، دهستان سیوکانلو، دو ک. م جنوب غرب روستای الاشلو               | ۲۳۱۱۲     | ۱۳۸۷/۰۵/۰۲ |       |
| ۲۸   | تپه الله‌آباد                 |                | اشکانی                           | شهرستان شیروان، بخش مرکزی، دهستان حومه، یک کیلومتری شرق روستای الله‌آباد                  | ۲۳۷۶۳     | ۱۳۸۷/۰۸/۲۵ |       |
| ۲۹   | تپه آق‌مزار                   |                | تاریخی ـ قرون میانه اسلامی       | شهرستان شیروان، بخش قوشخانه، دهستان قوشخانه بالا، ۳۰ کیلومتری شمال شرقی روستای حلوا چشمه | ۲۴۶۵۱     | ۱۳۸۷/۱۱/۲۷ |       |
| ۳۰   | تپه خیرات تپه                |                | مس و سنگ ـ مفرغ                  | شهرستان شیروان، بخش مرکزی، دستان زوارم، روستای زوارم                                     | ۲۴۶۵۲     | ۱۳۸۷/۱۱/۲۷ |       |
| ۳۱   | تپه ارگ زوارم                |                | اواخر ساسانی ـ قرون اولیه اسلامی | شهرستان شیروان، بخش مرکزی، دهستان زوارم، روستای زوارم                                    | ۲۴۶۵۶     | ۱۳۸۷/۱۱/۲۷ |       |
| ۳۲   | تپه پائین ده                 |                | قرون اولیه اسلامی                | شهرستان شیروان، بخش مرکزی، دهستان زوارم، شمال روستای زوارم                               | ۲۶۱۸۵     | ۱۳۸۷/۱۲/۲۶ |       |